# Batesiella crinita
Batesiella crinita é uma espécie de aranha pertencente à família Theraphosidae. Endêmica dos Camarões.